# ロマン・クレス
ロマン・クレス（Roman Cress、1977年8月2日-）はマーシャル諸島の男子陸上競技選手。専門は短距離走。マロエラップ環礁のカベン出身。
1999年にハガニアで開催されたサウスパシフィックゲームズに出場し200mで銀メダルを獲得した。2008年には北京オリンピックに出場したが、1次予選で敗退した。